# RNA-Virus
Als RNA-Virus oder Ribonukleinsäure-Virus (Plural RNA-Viren, synonym RNS-Virus, Ribovirus) bezeichnet man Viren, deren Erbmaterial (Genom) aus RNA (Abkürzung für englisch ribonucleic acid, „Ribonukleinsäure“) besteht. Der Begriff RNA-Viren ist keine taxonomische Sammelbezeichnung und enthält keine verwandtschaftlichen Bezüge.
Eine genaue (nicht-taxonomische) Klassifikation der RNA-Viren wird in den Baltimore-Gruppen 3 (doppelsträngiges RNA-Genom), 4 (einzelsträngiges RNA-Genom positiver Polarität) und 5 (einzelsträngiges RNA-Genom negativer Polarität) und der (noch nicht ganz vollständigen) Taxonomie der Viren vorgenommen. Taxonomisch werden die RNA-Viren derzeit (Stand April 2022) in den Realms („Bereichen“) Riboviria (fast alle RNA-Viren inklusive der Retroviren und Pararetroviren, d. h. der Baltimore-Gruppen 6 bzw. 7) und Ribozyviria (Gattung Deltavirus und Verwandte der Familie Kolmioviridae, in Baltimore-Gruppe 5), sowie den beiden nicht näher klassifizierten Viroid-Familien Avsunviroidae und Pospiviroidae erfasst.

## Wirte und verursachte Krankheiten
Zu den RNA-Viren gehören die meisten Pflanzenviren, viele Tierviren und einige Bakteriophagen. Ausgehend von metagenomischen Proben ist es wahrscheinlich, dass es RNA-Viren gibt, die Archaeen infizieren.
Die phylogenetische Analyse der extrahierten Sequenzen deutet darauf hin, dass es sich um die am stärksten divergierenden RNA-Viren handelt und dass sie möglicherweise Vorfahren von eukaryotischen RNA-Viren sind, insbesondere der Pisuviricota, Kitrinoviricota, Duplornaviricota und Negarnaviricota, die keinen bisher bekannten prokaryotischen Vorfahren haben (Stand 2012).
Die Erreger der überwiegenden Mehrheit der neu auftretenden viralen Infektionskrankheiten der letzten Jahrzehnte (Variationen der Influenzaviren, MERS-CoV, SARS-CoV, SARS-CoV-2) und Ebolavirus, aber auch das Hepatitis-D-Virus (Deltavirus) sowie die bereits jahrtausendealten Tollwut-Erreger sind RNA-Viren.

## Eigenschaften
Die RNA-Viren können behüllt oder unbehüllt, die RNA einzelsträngig (ssRNA) oder doppelsträngig (dsRNA), positiv oder negativ strangorientiert, mit segmentiertem oder unsegmentiertem Genom vorliegen.

## Variabilität
RNA-Viren sind aufgrund der höheren Fehlerrate der RNA-Polymerasen wesentlich variabler als DNA-Viren, da ihre RNA-Polymerase meist keine proof-reading-Exonuklease-Funktion aufweist. Eine Ausnahme bilden die Nidovirales, die eine Korrekturlesefunktion mit der Exoribonuklease ExoN aufweisen, wodurch die Genomgröße etwas weniger begrenzt wird. Durch die hohe Mutationsrate produzieren RNA-Viren zwar mehr defekte, nicht-infektiöse virale Partikel, was aufgrund der Funktionsminderung als Fitnesskosten bezeichnet wird. Sie können sich jedoch im Zuge einer Immunevasion auch schneller an neue Wirte oder Zwischenwirte anpassen sowie durch Fluchtmutation der Immunantwort entgehen. Dennoch gibt es konservierte Bereiche der viralen Genome, bei denen ein hoher Selektionsdruck auf die Funktion der konservierten Sequenz wirkt. Beispielsweise gibt es beim Hepatitis-C-Virus in der Nähe des core protein einen konservierten Bereich, dessen RNA eine IRES enthält. Durch die im Vergleich zu DNA-Viren geringere genetische Konservierung bzw. durch die hohe genetische Variabilität müssen Impfstoffe häufiger an aktuell kursierende Virenstämme angepasst werden. Ebenso ist dadurch eine zeitliche Bestimmung der Evolution der RNA-Viren im Sinne einer molekularen Uhr schwieriger.

## Wirtsresistenz
Im Zuge der Koevolution von RNA-Viren und ihren Wirten sind in den Wirten verschiedene Mechanismen zur Abwehr der RNA-Viren entstanden. Zu den Resistenzfaktoren des Menschen gegen RNA-Viren gehören unter anderem die RNA-Interferenz, einige PAMP-Rezeptoren, die Proteinkinase R. Daneben erfolgt die Immunantwort. Jedoch haben auch RNA-Viren zusätzliche Mechanismen zur Umgehung der Resistenz entwickelt.

## Systematik
Die RNA-Viren werden in die Baltimore-Gruppen 3, 4 und 5 klassifiziert (die aber keine taxonomische Gruppen, d. h.Verwandtschaftsgruppen, darstellen).

### Gruppe III: dsRNA-Viren
Viren mit Doppelstrang-RNA-Genom werden nach Baltimore in die nicht-taxonomische Gruppe 3 klassifiziert:
Realm Riboviria, hier nur die dsRNA-Viren
- Reich Orthornavirae, hier nur die dsRNA-Viren
  - Phylum Duplornaviricota
    - Klasse Chrymotiviricetes
      - Ordnung Ghabrivirales
        - Unterordnung Alphatotivirineae (mit Orthototiviridae,[14] Pseudototiviridae, Botybirnaviridae, Megabirnaviridae, Quadriviridae, …)
        - Unterordnung Betatotivirineae (mit Megatotiviridae, …)
        - Unterordnung Gammatotivirineae (mit Alternaviridae)

    - Klasse Resentoviricetes
      - Ordnung Reovirales
        - Familie Sedoreoviridae ehemals Unterfamilie Sedoreovirinae der früheren Familie Reoviridae; mit Gattungen Cardoreovirus, Mimoreovirus, Orbivirus, Phytoreovirus, Seadornavirus
        - Familie Spinareoviridae ehemals Unterfamilie Sedoreovirinae der früheren Familie Reoviridae; mit Gattungen Aquareovirus, Coltivirus, Cypovirus, Dinovernavirus, Fijivirus, Idnoreovirus, Mycoreovirus, Orthoreovirus, Oryzavirus

    - Klasse Vidaverviricetes
      - Ordnung Mindivirales
        - Familie Cystoviridae

  - Phylum Pisuviricota, hier nur die dsRNA-Viren
    - Klasse Duplopiviricetes – alle dsRNA-Viren
      - Ordnung Durnavirales
        - Familie Amalgaviridae mit Gattungen Amalgavirus, Zybavirus[14]
        - Familie Curvulaviridae
        - Familie Fusariviridae
        - Familie Hypoviridae
        - Familie Partitiviridae mit Gattungen Alphapartitivirus, Betapartitivirus, Gammapartitivirus, Deltapartitivirus, Cryspovirus
        - Familie Picobirnaviridae mit Gattung Orthopicobirnavirus

      - ohne Ordnungszuweisung
        - Familie Hadakaviridae

  - dsRNA-Familien der Orthornavirae ohne nähere Zuordnung (incertae sedis):
    - Familie Birnaviridae
    - Familie Permutotetraviridae
- dsRNA-Familien der Riboviria ohne nähere Zuordnung (incertae sedis):
  - Familie Polymycoviridae – mit Colletotrichum camelliae filamentous virus 1[15][16] (zur Spezies  Polymycovirus colletotrichi)
- dsRNA-Spezies der Riboviria ohne nähere Zuordnung (incertae sedis), Vorschläge:
  - Spezies „Circulifer tenellus virus 1“[17][18]
  - Spezies „Spissistilus festinus virus 1“[19][20]

### Gruppe IV: positive-strängige ssRNA-Viren
Viren mit Einzelstrang-RNA-Genom positiver Polarität werden nach Baltimore in die nicht-taxonomische Gruppe 4 klassifiziert:
Realm Riboviria, hier nur die (+)ssRNA-Viren
- Reich Orthornavirae, hier nur die (+)ssRNA-Viren
  - Phylum Kitrinoviricota
    - Klasse Alsuviricetes
      - Ordnung Hepelivirales
        - Familie Alphatetraviridae mit Gattungen Betatetravirus, Omegatetravirus
        - Familie Benyviridae mit Gattung Benyvirus (satelliten-ähnliche RNA)
        - Familie Hepeviridae
          - Unterfamilie Orthohepevirinae
          - Unterfamilie Parahepevirinae

        - Familie Matonaviridae mit Gattung Rubivirus (früher zu Togaviridae)

      - Ordnung Martellivirales
        - Familie Bromoviridae
        - Familie Closteroviridae
        - Familie Endornaviridae (früher als dsRNA klassifiziert)
        - Familie Kitaviridae[22] mit Gattungen Blunervirus, Cilevirus, Higrevirus
        - Familie Mayoviridae mit Gattungen Idaeovirus, Pteridovirus
        - Familie Togaviridae
        - Familie Virgaviridae[23]

      - Ordnung Tymovirales
        - Familie Alphaflexiviridae mit Gattungen Allexivirus, Botrexvirus, Lolavirus, Mandarivirus, Platypuvirus, Potexvirus, Sclerodarnavirus
        - Familie Betaflexiviridae
          - Unterfamilie Quinvirinae mit Gattungen Carlavirus, Foveavirus,Robigovirus
          - Unterfamilie Trivirinae mit Gattungen Capillovirus, Chordovirus, Citrivirus, Divavirus, Prunevirus, Tepovirus, Trichovirus, Vitivirus

        - Familie Gammaflexiviridae mit Gattungen Gammaflexivirus, Mycoflexivirus, Xylavirus
        - Familie Deltaflexiviridae mit Gattung Deltaflexivirus
        - Familie Tymoviridae mit Gattungen Maculavirus, Marafivirus, Tymovirus

    - Klasse Flasuviricetes
      - Ordnung Amarillovirales
        - Familie Flaviviridae mit Gattungen Flavivirus, Hepacivirus, Pegivirus, Pestivirus

    - Klasse Magsaviricetes
      - Ordnung Nodamuvirales
        - Familie Nodaviridae
        - Familie Sinhaliviridae mit Gattung Sinaivirus[24]

    - Klasse Tolucaviricetes
      - Ordnung Tolivirales
        - Familie Carmotetraviridaeraviridae mit Gattung Alphacarmotetravirus
        - Familie Tombusviridae inkl. früherer Familie Luteoviridae
          - Unterfamilie Calvusvirinae
          - Unterfamilie Procedovirinae
          - Unterfamilie Regressovirinae (inkl. Gattung Luteovirus)

  - Phylum Lenarviricota
    - Klasse Amabiliviricetes
      - Ordnung Wolframvirales
        - Familie Narnaviridae

    - Klasse Howeltoviricetes
      - Ordnung Cryppavirales
        - Familie Mitoviridae

    - Klasse Leviviricetes
      - Ordnung Norzivirales
        - Familie Atkinsviridae
        - Familie Duinviridae
        - Familie Fiersviridae (früher Leviviridae)
        - Familie Solspiviridae

      - Ordnunmg Timlovirales
        - Familie Blumeviridae
        - Familie Steitzviridae

      - ohne Ordnungs- und Familienzuwisung
        - Gattungen Grandbuvirus, Mahrahovirus, Nicedsevirus, Nordovirus, Skrubnovirus

    - Klasse Miaviricetes
      - Ordnung Ourlivirales
        - Familie Botourmiaviridae (alias Ourmiaviridae[25])

  - Phylum Pisuviricota, hier nur die (+)ssRNA-Viren
    - Klasse Duplopiviricetes, hier nur die (+)ssRNA-Viren
      - Ordnung Durnavirales, hier nur die (+)ssRNA-Viren
        - Familie Fusariviridae[26][27][28][29] mit Gattung Alphafusarivirus,[30][31][32] Betafusarivirus, Gammafusarivirus
        - Familie Hypoviridae mit Gattungen Alphahypovirus, Betahypovirus, Gammahypovirus, Deltahypovirus, Epsilonhypovirus, Zetahypovirus, Etahypovirus, Thetahypovirus

    - Klasse Pisoniviricetes
      - Ordnung Nidovirales
        - Unterordnung Abnidovirineae
          - Familie Abyssoviridae
            - Unterfamilie Tiamatvirinae mit Gattung Alphaabyssovirus

        - Unterordnung Arnidovirineae
          - Familie Arteriviridae
            - Unterfamilie Crocarterivirinae mit Gattung Muarterivirus
            - Unterfamilie Equarterivirinae mit Gattung Alphaarterivirus (früher Equartevirus)
            - Unterfamilie Heroarterivirinae mit Gattung Lambdaarterivirus
            - Unterfamilie Simarterivirinae mit Gattungen Deltaarterivirus, Epsilonarterivirus, Etaarterivirus, Iotaarterivirus, Thetaarterivirus, Zetaarterivirus
            - Unterfamilie Variarterivirinae mit Gattung Betaarterivirus, Gammaarterivirus, Nuarterivirus
            - Unterfamilie Zealarterivirinae mit Gattung Kappaarterivirus

          - Familie Cremegaviridae
            - Unterfamilie Becregavirinae
            - Unterfamilie Rodepovirinae

          - Familie Gresnaviridae
            - Unterfamilie Reternivirinae

          - Familie Olifoviridae
            - Unterfamilie Gofosavirinae

        - Unterordnung Cornidovirineae
          - Familie Coronaviridae
            - Unterfamilie Letovirinae mit Gattung Alphaletovirus
            - Unterfamilie Orthocoronavirinae mit Gattungen Alphacoronavirus, Betacoronavirus, Gammacoronavirus, Deltacoronavirus
            - Unterfamilie Pitovirinae mit Gattung Alphapironavirus

        - Unterordnung Mesnidovirineae
          - Familie Medioniviridae
          - Familie Mesoniviridae
            - Unterfamilie Medionivirinae mit Gattung Bolenivirus, Turrinivirus
            - Unterfamilie Tunicanivirinae mit Gattung Bolenivirus

          - Familie Mesoniviridae
            - Unterfamilie Hexponivirinae mit Gattungen Alphamesonivirus
            - Unterfamilie Menanivirinae mit Gattung Nasenivirus
            - Unterfamilie Metotonivirinae mit Gattungen Tocinivirus, Tofonivirus

        - Unterordnung Monidovirineae
          - Familie Mononiviridae
            - Unterfamilie Mononivirinae mit Gattung Alphamononivirus

        - Unterordnung Nanidovirineae
          - Familie Nanghoshaviridae
            - Unterfamilie Chimanivirinae

          - Familie Nanhypoviridae
            - Unterfamilie Hyporhamsavirinae

        - Unterordnung Ronidovirineae
          - Familie Euroniviridae
            - Unterfamilie Ceronivirinae (inkl. Crustonivirinae) mit Gattungen Charybnivirus, Paguronivirus

          - Familie Roniviridae
            - Unterfamilie Okanivirinae mit Gattungen Nimanivirus, Okavirus

        - Unterordnung Tornidovirineae
          - Familie Tobaniviridae
            - Unterfamilie Piscanivirinae mit Gattungen Bafinivirus, Oncotshavirus
            - Unterfamilie Remotovirinae mit Gattung Bostovirus
            - Unterfamilie Serpentovirinae mit Gattungen Infratovirus, Pregotovirus (inkl. früherer Gattung Tiruvirus), Sectovirus, Septovirus, Sertovirus, Vebetovirus
            - Unterfamilie Torovirinae (früher Fam. Coronaviridae) mit Gattung Torovirus

      - Ordnung Picornavirales
        - Familie Caliciviridae
        - Familie Dicistroviridae
        - Familie Iflaviridae
        - Familie Marnaviridae
        - Familie Noraviridae
        - Familie Picornaviridae
          - Unterfamilie Caphthovirinae
          - Unterfamilie Ensavirinae
          - Unterfamilie Heptrevirinae
          - Unterfamilie Kodimesavirinae
          - Unterfamilie Paavivirinae
          - Gattungen ohne zugewiesene Unterfamilie: Ampivirus, Harkavirus

        - Familie Polycipiviridae mit Gattungen Chipolycivirus, Hupolycivirus, Sopolycivirus
        - Familie Secoviridae
          - Unterfamilie Comovirinae mit Gattungen Comovirus, Fabavirus, Nepovirus
          - Gattungen ohne zugewiesene Unterfamilie: Cheravirus, Sadwavirus, Sequivirus, Stralarivirus, Torradovirus, Waikavirus

        - Familie Solinviviridae mit Gattungen Invictavirus, Nyfulvavirus

      - Ordnung Sobelivirales
        - Familie Alvernaviridae mit Gattung Dinornavirus
        - Familie Barnaviridae mit Gattung Barnavirus[33]
        - Familie Solemoviridae mit Gattungen Enamovirus, Hubsclerovirus, Polemovirus, Polerovirus, Sobemovirus

    - Klasse Stelpaviricetes
      - Ordnung Patatavirales
        - Familie Potyviridae

      - Ordnung Stellavirales
        - Familie Astroviridae mit Gattungen Avastrovirus,[34] Mamastrovirus,[35] „Bastrovirus“[36]

    - ohne Klassenzuweisung:
      - Ordnung Yadokarivirales
        - Familie Yadokariviridae

      - auch ohne Ordnungszuweisung:
        - Familie Hadakaviridae

    - ohne Klassenzuweisung
      - Familie Permutotetraviridae mit Gattung Alphapermutotetravirus
- Familien ohne Zuordnung zu einem Reich und sonst einem höheren Taxon:
  - Satellitenviren (informelle Gruppe), Klassifizierung nach Krupovic et al. (2016)[37]

- Familie Sarthroviridae
- ohne Familienzuordnung: Gattungen Albetovirus, Aumaivirus, Papanivirus, Virtovirus

- Gattungen ohne Zuordnung zu einem Reich und sonst einem höheren Taxon (Vorschläge):
  - Gattung „Negevirus“ mit Spezies „Blackford virus“, „Bofa virus“, „Buckhurst virus“, „Marsac virus“, sowie „Muthill virus“[43][44]
- Spezies ohne Zuordnung zu einem Reich und sonst einem höheren Taxon (Vorschläge):
  - „Acyrthosiphon pisum virus“ (APV)[45][46]
  - „Chara australis virus“ (CAV), alias „Chara corallina virus“[47][48]
  - „Kelp fly virus“ (KFV)[49][50]
  - „Chronic bee paralysis virus“ (CBPV)[51][52]
  - „Plasmopara halstedii virus“ (PhV)[53][54]

### Gruppe V: negativ-strängige ssRNA-Viren
Viren mit Einzelstrang-RNA-Genom negativer Polarität werden nach Baltimore in die nicht-taxonomische Gruppe 5 klassifiziert.
In dieser Gruppe befinden sich die (-)ssRNA-Viren der Realms Riboviria sowie die Viren des kleinen Realms Ribozyviria (mit dem Deltavirus). Seit November 2018 hat das ICTV diese Viren (mit Ausnahme der Gattung Deltavirus) verschiedenen Phyla, Subphyla und Klassen zugeordnet. Im Jahr 2019 kam das Deltavirus mit seiner Verwandtschaft aus der Familie Kolmioviridae im eigens geschaffenen Realm Ribozyviria hinzu.
Realm Riboviria, hier nur die (-)ssRNA-Viren
- Reich Orthornavirae, hier nur die (-)ssRNA-Viren
  - Phylum: Negarnaviricota
    - Subphylum: Haploviricotina
      - Klasse: Chunqiuviricetes
        - Ordnung Muvirales
          - Familie Qinviridae mit Gattung Yingvirus

      - Klasse Milneviricetes
        - Ordnung Naedrevirales (früher Serpentovirales)
          - Familie Aspiviridae (früher Ophioviridae) mit Gattung Ophiovirus

      - Klasse Monjiviricetes
        - Ordnung Jingchuvirales
          - Familie Aliusviridae
          - Familie Chuviridae mit Gattung Mivirus, …
          - Familie Crepuscuviridae
          - Familie Myriaviridae
          - Familie Natareviridae

        - Ordnung Mononegavirales (nicht segmentierte negativsträngige RNA-Viren)[57]
          - Familie Artoviridae mit Gattungen Hexartovirus und  Peropuvirus (früher zu Nyamiviridae)
          - Familie Bornaviridae
          - Familie Filoviridae
          - Familie Lispiviridae mit Gattung Arlivirus (inklusive der früheren Gattungen Wastrivirus und Chengivirus/Chengtivirus),[58]
          - Familie Mymonaviridae mit Gattung Sclerotimonavirus  …
          - Familie Mymonaviridae
          - Familie Nyamiviridae mit Gattungen Berhavirus, Crustavirus (ehemals Crabvirus), Formivirus, Nyavirus Orinovirus, Socyvirus, Tapwovirus
          - Familie Paramyxoviridae
            - Unterfamilie Avulavirinae
            - Unterfamilie Feraresvirinae
            - Unterfamilie Glossavirinae
            - Unterfamilie Ichthysvirinae
            - Unterfamilie Kamposvirinae
            - Unterfamilie Metaparamyxovirinae
            - Unterfamilie Orthoparamyxovirinae
            - Unterfamilie Rubulavirinae
            - Unterfamilie Skoliovirinae

          - Familie Pneumoviridae
          - Familie Rhabdoviridae
            - Unterfamilie Alpharhabdovirinae
            - Unterfamilie Betarhabdovirinae
            - Unterfamilie Gammarhabdovirinae
            - Unterfamilie Deltarhabdovirinae
            - ohne Unterfamilienzuweisung: Gattung Platrhavirus

          - Familie Sunviridae mit Gattung Sunshinevirus (SunCV)
          - Familie Xinmoviridae mit Gattungen Alasvirus, Anphevirus, Doupovirus, Draselvirus, Drunivirus, Gambievirus, Gylbovirus, Hoptevirus, Madalivirus, Pelmivirus, Triniovirus, Ulegvirus, …

      - Klasse: Yunchangviricetes
        - Ordnung Goujianvirales
          - Familie Yueviridae mit Gattung Yuyuevirus

    - Subphylum: Polyploviricotina
      - Klasse: Bunyaviricetes (früher Ellioviricetes)
        - Ordnung Elliovirales (hervorgegangen durch Aufteilung der früheren Ordnung Bunyavirales)
          - Familie Cruliviridae (ehemals vorgeschlagen als Lincruviridae) mit Gattung Lincruvirus[59]
          - Familie Fimoviridae
          - Familie Hantaviridae
            - Unterfamilie Actantavirinae
            - Unterfamilie Agantavirinae
            - Unterfamilie Mammantavirinae
            - Unterfamilie Repantavirinae

          - Familie Peribunyaviridae
          - Familie Phasmaviridae
          - Familie Tospoviridae
          - Familie Tulasviridae

        - Ordnung Hareavirales (hervorgegangen durch Aufteilung der früheren Ordnung Bunyavirales)
          - Familie Arenaviridae – die meisten Spezies gelten lt. ICTV allerdings als „(*/-)ssRNA-Viren“
          - Familie Discoviridae
          - Familie Konkoviridae
          - Familie Leishbuviridae
          - Familie Mypoviridae
          - Familie Nairoviridae
          - Familie Phenuiviridae
          - Familie Wupedeviridae

      - Klasse: Insthoviricetes
        - Ordnung Articulavirales
          - Familie Amnoonviridae mit Gattung Tilapinevirus
          - Familie Orthomyxoviridae

    - ohne Zuweisung eines Suphylums bis hinunter zur Unterordnung
      - Familie Tosoviridae

Realm Ribozyviria (zirkulär)
- Ohne Zuordnung zu einem Reich bis hinunter zur Unterordnung
  - Familie Kolmioviridae mit Gattungen Daazvirus, Dagazvirus, Daletvirus, Dalvirus, Deevirus, Deltavirus, Dobrovirus, Donvirus, Perideltavirus, Perithurisazvirus, Thurisazvirus